# 아쿠아 착이온
아쿠아 착이온(Aquacomplex ion, Metal aquo complex)이란 금속이온이 수용액에 포함될 때 극히 일부의 이온이 물분자가 리간드로 작용하여 배위결합하여 존재하는 것을 말한다.
예를 들자면 미량의 구리이온은 물 분자와 결합하여 사아쿠오구리 이온(II) 상태로 존재하며 알루미늄의 경우 육아쿠아알루미늄 이온 상태로 존재한다.

## 같이 보기
- 리간드장 이론